# 区界駅
区界駅（くざかいえき）は、岩手県宮古市区界にある、東日本旅客鉄道（JR東日本）山田線の駅である。
標高は744メートルで、山田線の最高地点であるのと同時に、東北地方では最高所に位置する鉄道駅でもある。

## 歴史

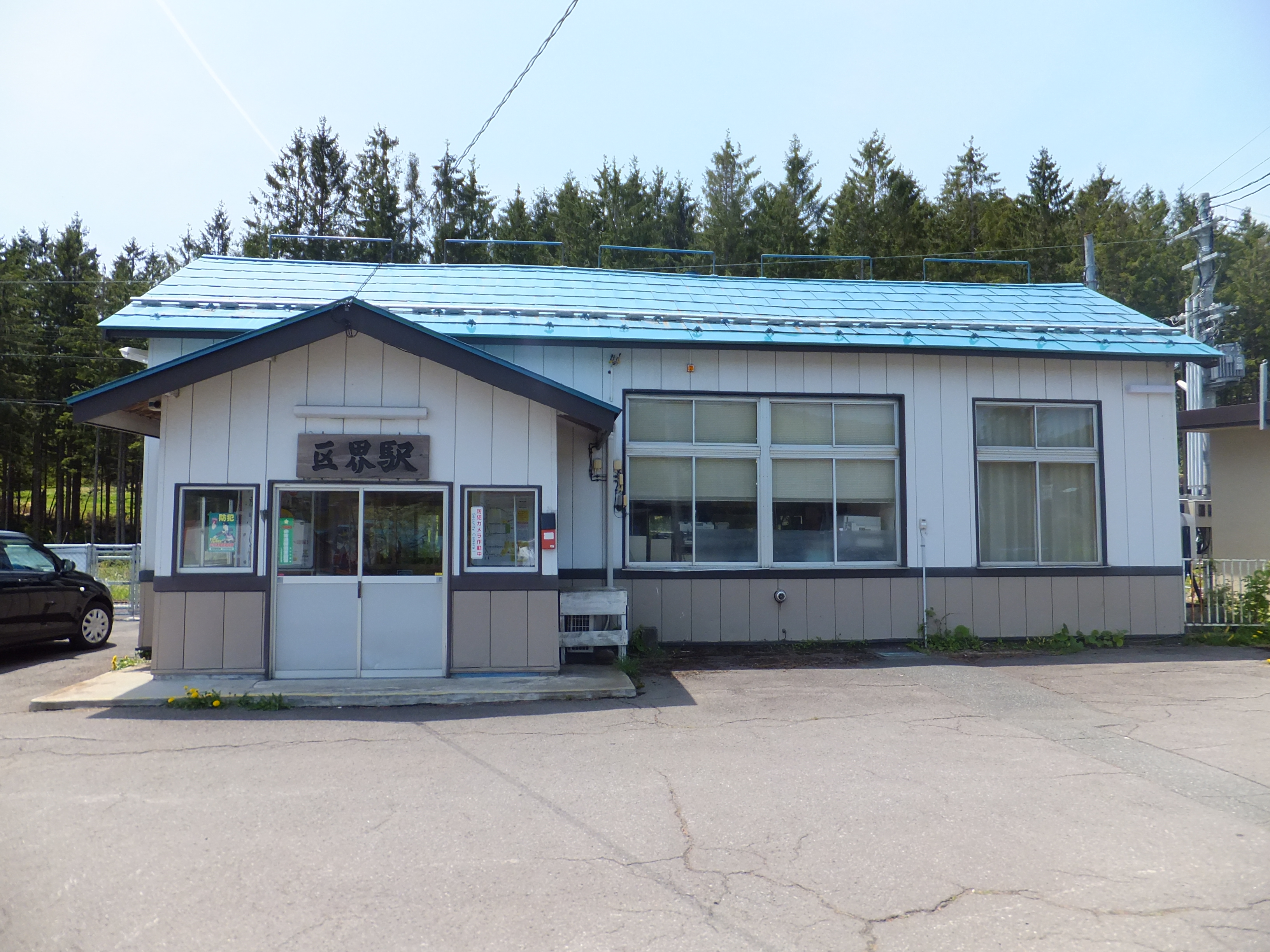
旧駅舎（2013年5月）

- 1928年（昭和3年）9月25日：開業[2]。当時は終着駅[2]。
- 1930年（昭和5年）10月31日：松草まで延伸[2]。途中駅となる[2]。
- 1960年（昭和35年）7月15日：小口扱いを除く貨物の取り扱いを廃止[3]。
- 1970年（昭和45年）10月1日：貨物の取り扱いを完全廃止[3]。
- 1982年（昭和57年）11月15日：荷物の扱いを廃止[3]。
- 1987年（昭和62年）4月1日：国鉄分割民営化により、東日本旅客鉄道の駅となる[2]。
- 2015年（平成27年）12月11日：土砂流入災害により営業休止。窓口業務は継続。
- 2016年（平成28年）9月30日：この日限りで窓口業務を休止。
- 2017年（平成29年）11月5日：上米内 - 川内の復旧により営業再開。同時に窓口業務を再開。
- 2018年（平成30年）
  - 3月25日：盛岡 - 宮古間の特殊自動閉塞化に伴う合理化で交換設備を撤去。上りホームの使用を終了[4]。
  - 4月22日：盛岡 - 宮古間のCTC化に伴い、終日無人駅となる[4][5][6]。
- 2019年（平成31年）3月16日：ダイヤ改正により、快速「リアス」が全便通過となり、普通列車のみの停車となる[7]。
- 2020年（令和2年）12月中旬：新駅舎の供用を開始[8]。
- 2024年（令和6年）10月1日：えきねっとQチケのサービスを開始[1][9]。

## 駅構造
単式ホーム1面1線を有する地上駅である。

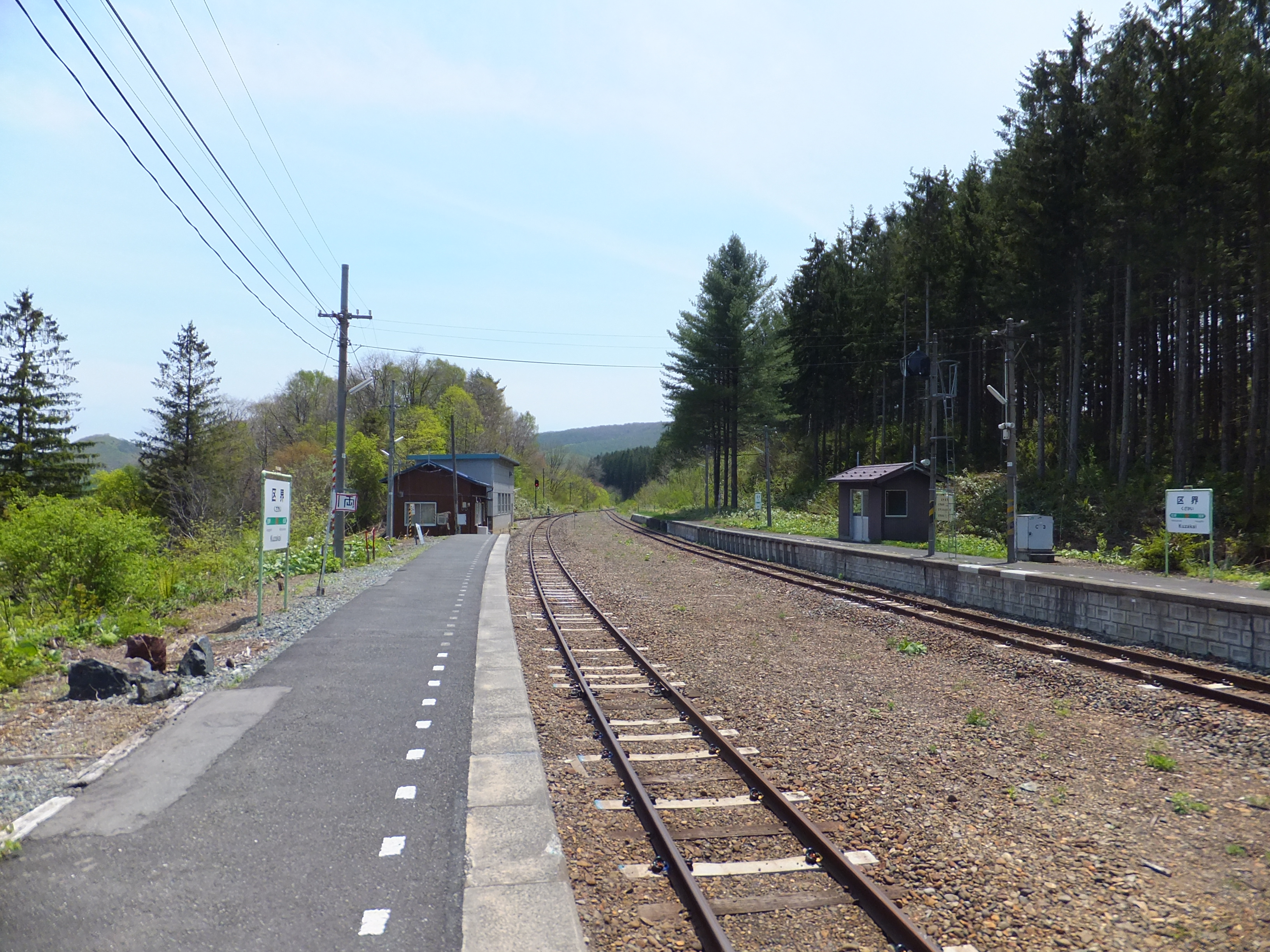
交換設備撤去前のホーム（2013年5月）

CTC化される前は連査閉塞を採っており、当駅が交換可能駅（相対式ホーム2面2線で、ホーム間は構内踏切で連絡）であったことから運転取り扱い業務を要していたため、直営駅となっていた。駅員は5時45分から20時45分までの特殊日勤で、全盛期には駅員が6名（駅長、助役2名を含む）配置され、上米内駅や川内駅へ助勤要員を派遣していた。最末期は3名（駅長を含む）となっていた。CTC化に伴い、現在は盛岡駅管理の無人駅となり、上記構造のように棒状単線駅に改築された。
かつては当駅から宮古寄りが釜石運輸長管轄となっていた。現在は盛岡統括センター管轄となっている。

## 利用状況
2017年度（平成29年度）の1日平均乗車人員は1人である。2005年度（平成17年度）にそれまで最下位だったあきた白神駅を下回り、2018年（平成30年）に無人化されるまでJR東日本管内の有人駅で最も利用者数が少なかった。交換駅としての使命が高かったため、利用者は国鉄時代から少ない。もともと区界集落は山間地域で人口が少なく、自動車の所有が顕著なことも利用者が少ない理由の一つだが、それにもかかわらず当駅は1980年代以降急行が夏季と冬季にそれぞれ臨時停車していたことがあり、その後も2019年（平成31年）3月16日に快速「リアス」が全便通過となるまで「リアス」1往復が当駅に停車していた。
なお、2000年度（平成12年度）- 2017年度（平成29年度）までの推移は下記のとおりであった。
| 1日平均乗車人員推移 | 1日平均乗車人員推移 | 1日平均乗車人員推移 | 1日平均乗車人員推移 | 1日平均乗車人員推移 |
| 年度                | 定期外              | 定期                | 合計                | 出典                |
| ------------------- | ------------------- | ------------------- | ------------------- | ------------------- |
| 2000年（平成12年）  |                     |                     | 10                  | [ 利用客数 2 ]      |
| 2001年（平成13年）  |                     |                     | 10                  | [ 利用客数 3 ]      |
| 2002年（平成14年）  |                     |                     | 11                  | [ 利用客数 4 ]      |
| 2003年（平成15年）  |                     |                     | 9                   | [ 利用客数 5 ]      |
| 2004年（平成16年）  |                     |                     | 9                   | [ 利用客数 6 ]      |
| 2005年（平成17年）  |                     |                     | 5                   | [ 利用客数 7 ]      |
| 2006年（平成18年）  |                     |                     | 5                   | [ 利用客数 8 ]      |
| 2007年（平成19年）  |                     |                     | 5                   | [ 利用客数 9 ]      |
| 2008年（平成20年）  |                     |                     | 3                   | [ 利用客数 10 ]     |
| 2009年（平成21年）  |                     |                     | 1                   | [ 利用客数 11 ]     |
| 2010年（平成22年）  |                     |                     | 2                   | [ 利用客数 12 ]     |
| 2011年（平成23年）  |                     |                     | 2                   | [ 利用客数 13 ]     |
| 2012年（平成24年）  | 1                   | 1                   | 3                   | [ 利用客数 14 ]     |
| 2013年（平成25年）  | 1                   | 0                   | 2                   | [ 利用客数 15 ]     |
| 2014年（平成26年）  | 1                   | 0                   | 2                   | [ 利用客数 16 ]     |
| 2015年（平成27年）  | 0                   | 1                   | 1                   | [ 利用客数 17 ]     |
| 2016年（平成28年）  | 0                   | 1                   | 2                   | [ 利用客数 18 ]     |
| 2017年（平成29年）  | 0                   | 1                   | 1                   | [ 利用客数 1 ]      |

## 駅周辺
- 国道106号
- 道の駅区界高原
- 岩手県北バス・川井地域バス「区界」停留所
- 盛岡市立区界高原少年自然の家
- 兜明神獄

## 隣の駅
東日本旅客鉄道（JR東日本）
■山田線
□快速「リアス」
通過
■普通
上米内駅 - *大志田駅 - *浅岸駅 - 区界駅 - 松草駅
*打消線は廃駅
2016年（平成28年）3月26日のダイヤ改正以降、隣駅となった上米内駅との距離25.7キロメートル（営業キロ）は、只見線・只見駅 - 大白川駅間の20.8キロメートル（同）を抜いてJR東日本管内の在来線で最長の駅間距離となっている。

### 記事本文
1. 1 2 3 4 5  「駅の情報（区界駅）：JR東日本」東日本旅客鉄道。2024年8月29日時点のオリジナルよりアーカイブ。2024年9月1日閲覧。
2. 1 2 3 4 5 6  朝日新聞出版分冊百科編集部 編『週刊 歴史でめぐる鉄道全路線 国鉄・JR』 21号 釜石線・山田線・岩泉線・北上線・八戸線、曽根悟（監修）、朝日新聞出版〈週刊朝日百科〉、2009年12月6日、18-19頁。
3. 1 2 3  石野哲 編『停車場変遷大事典 国鉄・JR編 II』（初版）JTB、1998年10月1日、498頁。ISBN 978-4-533-02980-6。
4. 1 2  「山田線における安全安定輸送に向けた取り組みについて (PDF)」（プレスリリース）、東日本旅客鉄道盛岡支社、2018年2月22日。2018年2月22日時点のオリジナル (PDF)よりアーカイブ。2018年4月21日閲覧。
5. ↑  「JR山田線4駅、無人化検討 運行管理効率化へ」『岩手日報』2018年2月23日。オリジナルの2018年4月21日時点におけるアーカイブ。2018年4月21日閲覧。
6. ↑  「最終列車見送る駅長 きょうから5駅で無人化」『毎日新聞』2018年4月22日。2018年4月22日閲覧。
7. ↑  「2019年3月ダイヤ改正 (PDF)」（プレスリリース）、東日本旅客鉄道盛岡支社、2018年12月14日、4頁。2019年12月12日時点のオリジナル (PDF)よりアーカイブ。2020年8月28日閲覧。
8. ↑  「山田線 茂市駅・区界駅・川内駅の駅舎が新しくなります (PDF)」（プレスリリース）、東日本旅客鉄道盛岡支社、2020年8月28日。2020年8月28日時点のオリジナル (PDF)よりアーカイブ。2020年8月28日閲覧。
9. ↑  「Suicaエリア外もチケットレスで! 東北エリアから「えきねっとQチケ」がはじまります (PDF)」（プレスリリース）、東日本旅客鉄道、2024年7月11日。2024年8月11日閲覧。

### 利用状況
1. 1 2  「各駅の乗車人員 2017年度 ベスト100以外（9）：JR東日本」東日本旅客鉄道。2025年7月12日閲覧。
2. ↑  「JR東日本：各駅の乗車人員（2000年度）」東日本旅客鉄道。2025年7月12日閲覧。
3. ↑  「JR東日本：各駅の乗車人員（2001年度）」東日本旅客鉄道。2025年7月12日閲覧。
4. ↑  「JR東日本：各駅の乗車人員（2002年度）」東日本旅客鉄道。2025年7月12日閲覧。
5. ↑  「JR東日本：各駅の乗車人員（2003年度）」東日本旅客鉄道。2025年7月12日閲覧。
6. ↑  「JR東日本：各駅の乗車人員（2004年度）」東日本旅客鉄道。2025年7月12日閲覧。
7. ↑  「JR東日本：各駅の乗車人員（2005年度）」東日本旅客鉄道。2025年7月12日閲覧。
8. ↑  「JR東日本：各駅の乗車人員（2006年度）」東日本旅客鉄道。2025年7月12日閲覧。
9. ↑  「JR東日本：各駅の乗車人員（2007年度）」東日本旅客鉄道。2025年7月12日閲覧。
10. ↑  「JR東日本：各駅の乗車人員（2008年度）」東日本旅客鉄道。2025年7月12日閲覧。
11. ↑  「JR東日本：各駅の乗車人員（2009年度）」東日本旅客鉄道。2025年7月12日閲覧。
12. ↑  「JR東日本：各駅の乗車人員（2010年度）」東日本旅客鉄道。2025年7月12日閲覧。
13. ↑  「JR東日本：各駅の乗車人員（2011年度）」東日本旅客鉄道。2025年7月12日閲覧。
14. ↑  「JR東日本：各駅の乗車人員（2012年度）」東日本旅客鉄道。2025年7月12日閲覧。
15. ↑  「各駅の乗車人員 2013年度 ベスト100以外（9）：JR東日本」東日本旅客鉄道。2025年7月12日閲覧。
16. ↑  「各駅の乗車人員 2014年度 ベスト100以外（9）：JR東日本」東日本旅客鉄道。2025年7月12日閲覧。
17. ↑  「各駅の乗車人員 2015年度 ベスト100以外（9）：JR東日本」東日本旅客鉄道。2025年7月12日閲覧。
18. ↑  「各駅の乗車人員 2016年度 ベスト100以外（9）：JR東日本」東日本旅客鉄道。2025年7月12日閲覧。